# Kościół Podwyższenia Krzyża Świętego w Przygórzu
Kościół Podwyższenia Krzyża Świętego w Przygórzu – kościół we wsi Przygórze.
Kościół filialny parafii w Jugowie wybudowany w latach 1933-1935.